# Чилаверт, Хосе Луис
Хосе́ Луи́с Фе́ликс Чилаве́рт Гонса́лес (исп. José Luis Félix Chilavert González; род. 27 июля 1965 года, Луке, департамент Сентраль, Парагвай) — парагвайский футбольный вратарь. Участник двух чемпионатов мира по футболу 1998 и 2002 годов в составе национальной сборной Парагвая. Общественный и политический деятель Парагвая.
Долгое время был рекордсменом мира как самый результативный вратарь в истории футбола, забил со штрафных и пенальти за карьеру 62 гола. В 2006 году Чилаверта по этому показателю опередил бразилец Рожерио Сени, однако Чилаверт по-прежнему остается рекордсменом среди вратарей по числу голов за национальную сборную с 8 голами. Чилаверт — единственный вратарь, являющийся автором хет-трика. Это произошло в игре аргентинских клубов «Велес Сарсфилд» и «Феррокариль Оэсте» (6:1) в ноябре 1999 года. Все три мяча Чилаверт забил с пенальти.
Завершил карьеру в 2005 году.

## Карьера

### Ранние годы
Хосе Чилаверт вырос в Луке, Гран-Асунсьон, в бедной и скромной семье, и ходил босиком до 7 лет. Представитель народности из группы народов гуарани. Его родители: Каталино Чилаверт был бухгалтером в государственной организации, и Николаса Гонсалес. В семье было четверо детей, все мальчики. Один из его братьев, Роландо Чилаверт также профессиональный футболист.

### Клубная карьера
Первым клубом Чилаверта стал «Спортиво Лукеньо» из города Луке, где голкипер дебютировал в основе в 1980 году в возрасте 15 лет (команда обыграла «Соль де Америка» со счетом 3:1), а в уже 18 лет стабильным игроком основы. В 1984 году перешел в «Гуарани», в составе которого в том же году стал чемпионом Парагвая вместе со своим старшим братом Роландо. Главный тренер «Гуарани» Кайетано Ре возглавил после этого сезона сборную Парагвая и вызвал Чилаверта основным голкипером на Чемпионат мира 1986 года. Однако Хосе не смог поехать на мундиаль, получив травму за месяц до начала. В 1985 году Хосе Луис перешел в аргентинский Сан-Лоренсо, возглавляемый югославским тренером Велибором Милутиновичем, который и стал отрабатывать вместе с молодым голкипером штрафные удары.

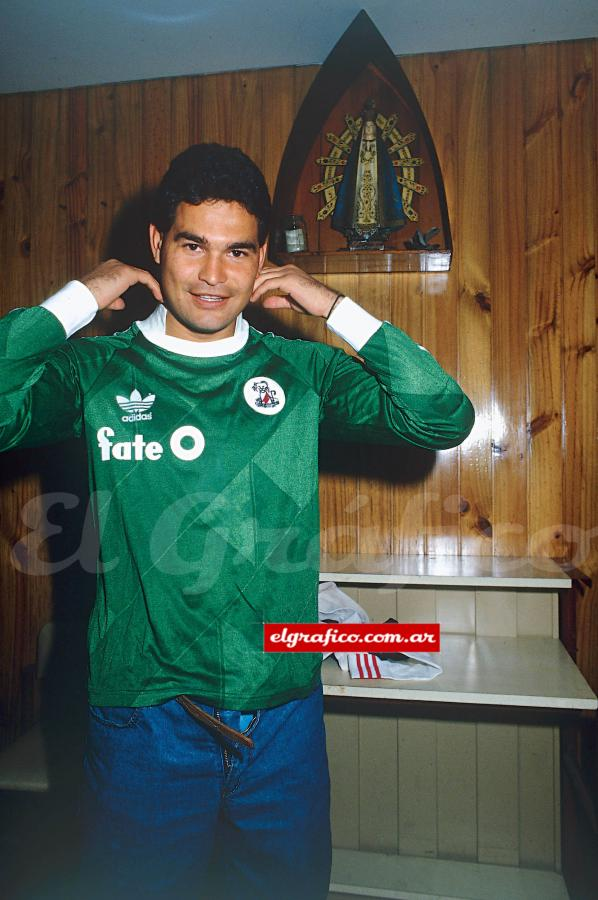
Чилаверт в 1988 году

В 1989-м Чилаверт перебрался в Европу и стал играть за испанский «Реал Сарагоса». Отыграв основным голкипером 79 матчей и забив один мяч, Чилаверт вернулся в Южную Америку, в аргентинский Велес Сарсфилд, с которым за 9 сезонов четырежды становился чемпионом Аргентины, обладателем Кубка Либертадорес и Межконтитентального кубка. Всего за этот период Чилаверт забил за клуб 48 мячей и в 1999 году стал автором хет-трика.
В 2000-м Чилаверт перешел во французский «Страсбур», в котором на следующий год стал обладателем кубка Франции. В финале за титул против клуба Амьен Чилаверт забил победный пенальти в послематчевой серии. Он стал единственным голом Хосе за клуб.
В 2002-м Хосе Луис подписал контракт с уругвайским Пеньяролем, за который сыграл всего 14 матчей за 2 сезона, однако в 2003 году стал чемпионом Уругвая. И сразу после окончания сезона вернулся в аргентинский Велес Сарсфилд, где в ранге второго вратаря провел еще два сезона и сыграл 6 матчей.

### Карьера в сборной
Чилаверт дебютировал в сборной Парагвая в 1989 году. 27 августа того же года он забил свой первый мяч в официальных турнирах: это произошло в матче игре против сборной Колумбии в рамках отбора на чемпионат мира 1990. При счете 1:1 на третьей добавленной минуте голкипер колумбийцев Рене Игита сбил в своей штрафной нападающего парагвайской команды, а рефери назначил пенальти. Завязалась потасовка с участием полевых игроков, запасных, тренеров и административного штаба команд. После ее окончания мяч на точке установил Чилаверт и вызвал еще одну волну негодования колумбийцев, которые посчитали, что мяч установлен слишком близко к воротам. Когда судья дал свисток, Чилаверт уверенно реализовал пенальти, пробив в левый от вратаря угол.
В матче 15 августа 2001 года против Бразилии, проходившем в рамках отборочного цикла к чемпионату мира 2002 года (поражение 0:2) Чилаверт плюнул в Роберто Карлоса, за что позже в ноябре получил дисквалификацию на четыре игры: два матча отборочного турнира и два матча в финальном турнире чемпионата мира.
Всего за международную карьеру в сборной Парагвая Чилаверт провел 74 матча в разных турнирах и забил 8 мячей. 7 в квалификационных отборочных турнирах к чемпионатам мира и один в групповой стадии Кубка Америки в ворота Аргентины.

### Карьера политика
После того как закончил с футболом, Чилаверт занялся общественной и политической деятельностью в Парагвае. В конце 2020 года он объявил о желании баллотироваться в президенты страны на выборах 2023 года. Но с треском проиграл выборы, набрав менее 1% голосов избирателей.

## Достижения

### Командные
- Чемпион Парагвая: 1984
- Чемпион Аргентины (4): Кл. 1993, Ап. 1995, Кл. 1996, Кл. 1998
- Чемпион Уругвая: 2003
- Кубок Франции: 2001
- Кубок Либертадорес: 1994
- Межконтинентальный кубок: 1994
- Суперкубок Либертадорес: 1996
- Рекопа Южной Америки: 1997

### Личные
- Лучший вратарь мира по версии МФФИИС: 1995, 1997, 1998
- Футболист года в Южной Америке: 1996
- Футболист года в Аргентине: 1996
- Входит в символическую сборную чемпионата мира: 1998
- Занял 6-е место (и первое среди неевропейцев) по результатам опроса, определявшего лучшего вратаря мира в XX столетии (после Льва Яшина, Гордона Бэнкса, Дино Дзоффа, Зеппа Майера и Рикардо Саморы)